# محرشفة العرف التالاسيكية
محرشفة العرف التالاسيكية (الاسم العلمي:Lepidolopha talassica) هي نوع من النباتات تتبع جنس محرشفة العرف من الفصيلة النجمية.